# Gornac
Gornac es una población y comuna francesa, situada en la región de Aquitania, departamento de Gironda, en el distrito de Langon y cantón de Sauveterre-de-Guyenne. Produce vino de Burdeos en la AOC Bordeaux Haut-Benauge.

## Demografía
| 409 | 414 | 418 | 364 | 358 | 368 |
| Para los censos de 1962 a 1999 la población legal corresponde a la población sin duplicidades (Fuente: INSEE [Consultar]) |     |     |     |     |     |

## Lugares y monumentos
- Iglesia reconstruida fachada gótica del siglo XV.
- Museo de la viña (privado).
- Château Fongrave, en el centro de la población, sobre cavas galorromanas.
- Châteaux modernos: Cazeaux, Martinon, Poulit.
- Molino del Haut-Benauge, molino de viento del siglo XVII, con museo agrícola. Panorama sobre Entre-Deux-Mers.
- Vestigios de un oppidum y de cavas galorromanas.